# Rzeczowniki policzalne i niepoliczalne w języku angielskim
Rzeczowniki policzalne i niepoliczalne w języku angielskim – podział rzeczowników ze względu na kategorię policzalności w języku angielskim.

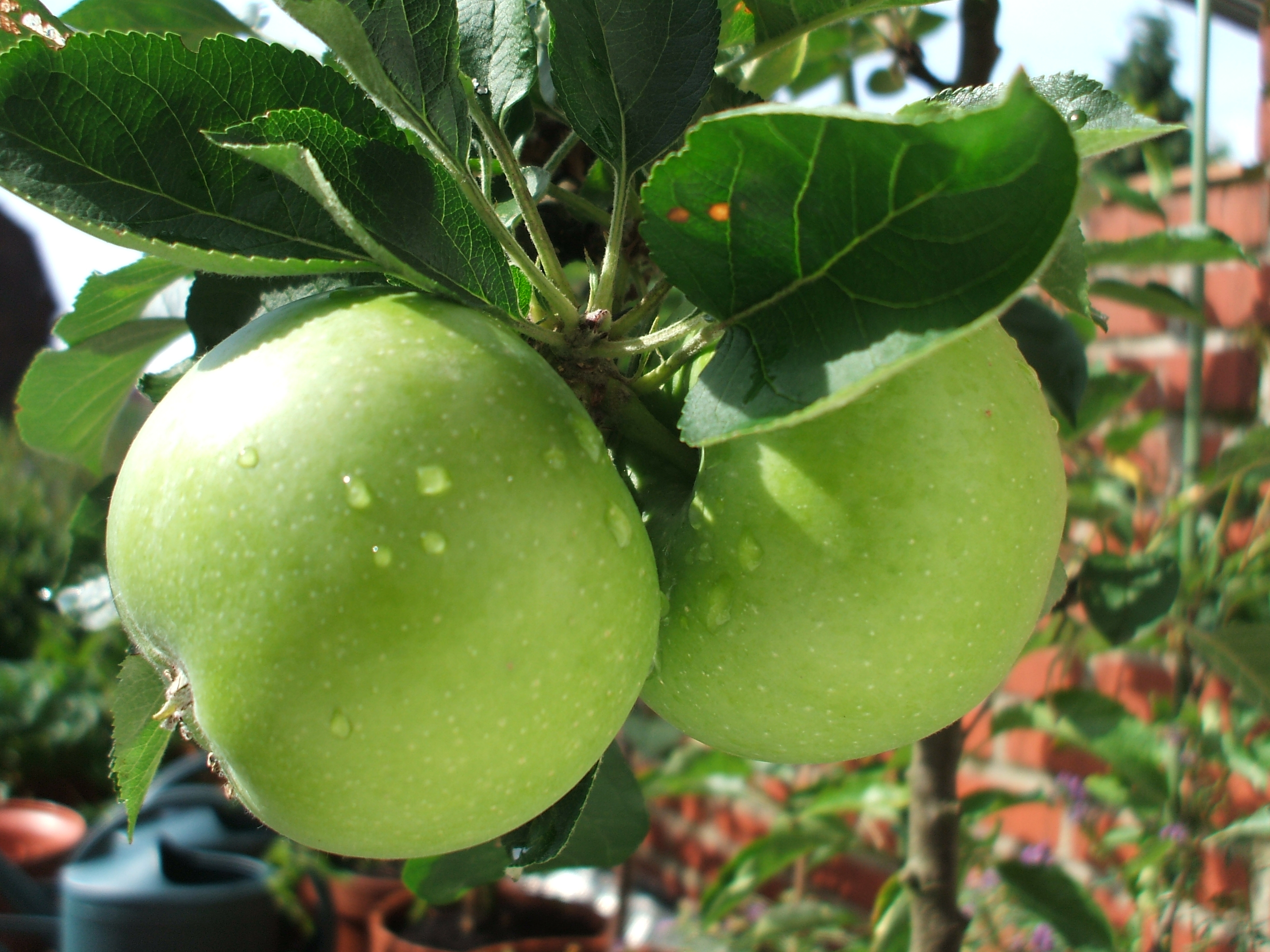
Desygnat rzeczownika policzalnego

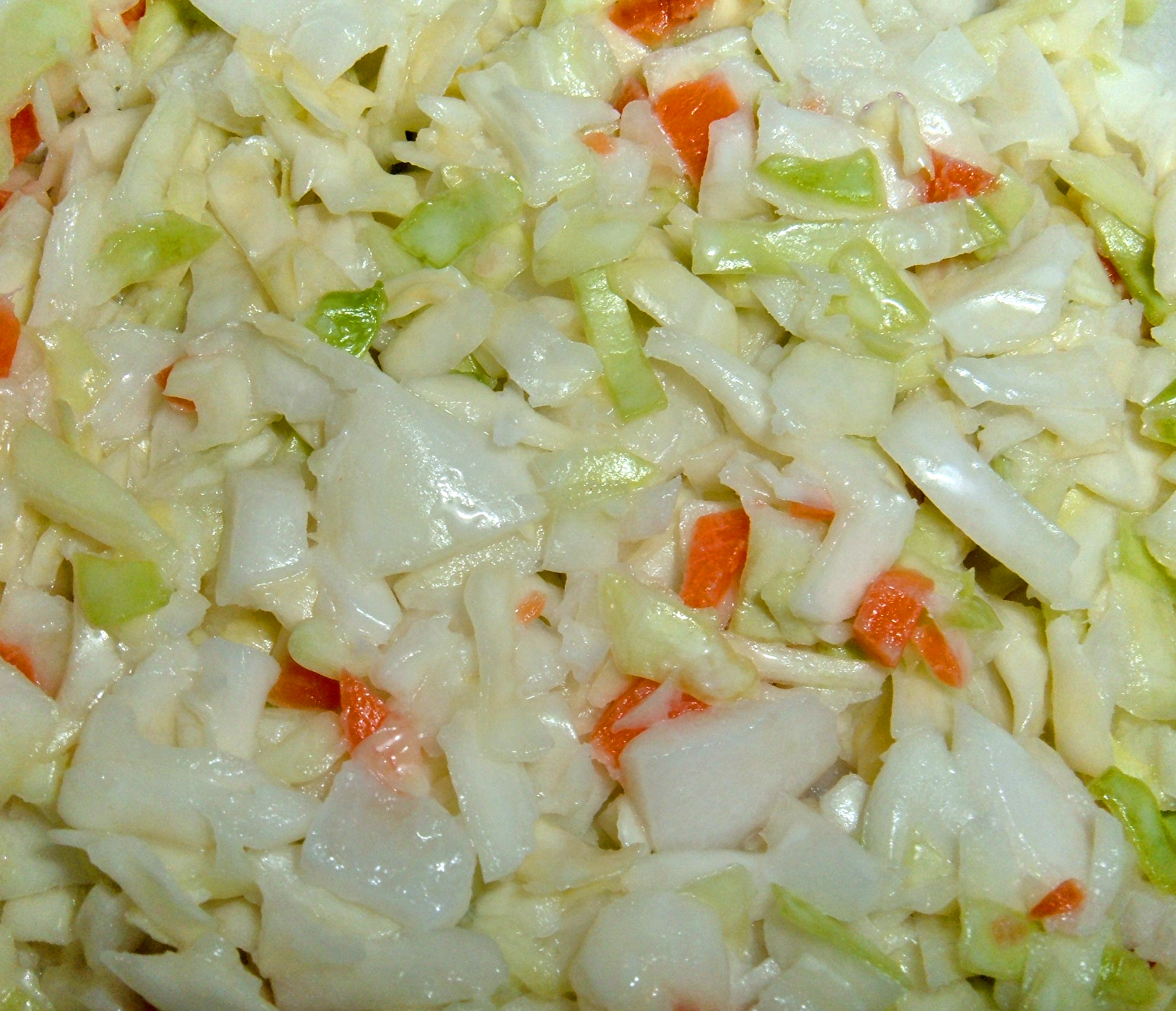
Desygnat rzeczownika niepoliczalnego

W języku angielskim rzeczowniki dzieli się na dwie grupy: policzalne (countable) i niepoliczalne (uncountable). Rzeczowniki z grupy policzalnych zasadniczo opisują desygnaty, które dadzą się policzyć. Przyjmują zarówno przedimek nieokreślony a/an, jak i liczebniki: a cat, three pigs. Rzeczowniki policzalne mają formę zarówno liczby pojedynczej jak i mnogiej: hand – hands, a baby – babies.
Podział rzeczowników wygląda następująco:
Rzeczowniki niepoliczalne (uncountable, mass nouns) opisują desygnaty będące nazwami materiałów, cieczy, pojęć abstrakcyjnych, zbiorów i innych rzeczy postrzeganych jako masy bez konkretnych granic, a nie jako oddzielne obiekty. Z tymi rzeczownikami nie używa się liczby mnogiej ani liczebników (od tej zasady istnieje kilka wyjątków): water, weather, wool, money.
Przypadki szczególne:
- Travel/journey: Wyraz travel oznacza podróżowanie w ogóle i jest niepoliczalny, podczas gdy journey oznacza konkretną podróż z jednego miejsca na drugie, toteż jest policzalny[1].
- Wyrazy: advice, baggage, luggage, equipment, furniture, news, research, rubbish, work są niepoliczalne. Formę policzalną tworzy się przy użyciu konstrukcji a bit of, a piece of: a bit of advice, three pieces of luggage[1].
- Materiały. Jeśli wyraz oznacza materiał, jest niepoliczalny, jeśli zaś przedmiot, który z danego materiału został wykonany, jest policzalny: Is there any writing paper in the office? → Czy w tym biurze jest jakiś papier do pisania? I`m going out to buy a paper → Wychodzę kupić gazetę. That window was made of glass → Tamto okno było zrobione ze szkła. Jeśli nazwy materiałów, cieczy itp. są używane, aby rozróżnić gatunki, wtedy stają się policzalne: Nigel collected wines from different countries → Nigel zbierał wina z różnych krajów. Podobnie jest przy zamawianiu napojów w pubach: Three beers please → Poproszę trzy piwa.
- Wiele rzeczowników postrzeganych jako masy składa się z poszczególnych elementów. Niektóre z nich (fruit, spaghetti, rice) są niepoliczalne, niektóre policzalne: Fruit is very expensive, but vegetables are cheap → Owoce są bardzo drogie, ale warzywa tanie[1]. Pełną listę tych wyrazów zawierają podręczniki gramatyki.
- Pojęcia abstrakcyjne mogą być zarówno policzalne jak i niepoliczalne; policzalne stają się, gdy nabierają bardziej szczególnego znaczenia: Life is complicated → Życie jest skomplikowane. She's had a really difficult life → Ona miała naprawdę ciężkie życie[1].